# Ulica Wygody we Lwowie
Ulica Wygody (ukr. Вулиця Вигоди) – ulica położona w rejonie Kolejowym Lwowa na Lewandówce.

## Położenie
Ulica Wygody ma swój początek od skrzyżowania z ul. Powietrzną, gdzie rozpoczyna się jej numeracja i kończy się skrzyżowaniem z ul. Gnizdowskiego. W części środkowej krzyżuje się z ul. Szeroką. Ulica w części biegnie równolegle m.in. z ul.: Nizinną, Pilotów i Dorobek. Po stronie parzystej odchodzi ul. Slastiona. Na odcinku od Powietrznej do Szerokiej jest wybrukowana i nie ma chodników. Od Szerokiej do Slastiona jest asfaltowana i posiada chodniki. Koło gimnazjum Grono część ulicy przewidziana wyłącznie dla pieszych. Od strony ul. Gnizdowskiego asfaltowana, bez chodników.

## Historia
Współczesną nazwę ma od 1933 r. Spotyka się także wariant nazwy „u Wygody”. Według Borysa Melnyka, wcześniej jej nazywa brzmiała ul. Jagiellońska, a od 1946 r. zmieniono nazwę na ulica Wygodna, która nie przyjęła się.